# Leandro Benegas
Leandro Iván Benegas (* 27. November 1988 in Mendoza) ist ein chilenischer Fußballspieler argentinischer Herkunft auf der Position des Stürmers.

## Karriere
Leandro Benegas begann seine Karriere in der Jugend des Independiente Rivadavia und schaffte dort den Sprung 2006 in die Profimannschaft, die zu dem Zeitpunkt in der dritten Liga Argentiniens spielte. Im ersten Jahr mit Benegas stieg das Team in die Primera B Nacional auf, Benegas kam dabei jedoch nur zu drei Einsätzen. In der zweiten Saison erkämpfte er sich einen Stammplatz und wechselte 2009 zum Erstligisten Club Atlético Huracán. Dort setzte sich Benegas nicht nachhaltig durch und wechselte zu Vereinen in tiefer spielenden Ligen.
2012 ging Benegas zum chilenischen Erstligisten Unión La Calera, wo ihm der Durchbruch gelang. In 68 Ligaspielen für La Calera erzielte er 30 Tore. Im Jahr 2015 nahm er das Angebot von Universidad de Chile an, mit dem er erst 2015 chilenischer Pokalsieger und Supercup-Sieger wurde, später in der Clausura 2017 dann den Meistertitel holte. 2018 entschied er sich für die Einbürgerung in seine Wahlheimat Chile.
2022 spielte Benegas für CA Independiente unter Trainer Eduardo Domínguez, den er aus seiner Zeit bei Club Atlético Huracán kennt. Im Januar 2023 kehrte Benegas nach Chile zurück und schloss sich dem CSD Colo-Colo an. Nach einer Leihe 2024 zu Unión Española wechselte er im Januar 2025 zum CD O’Higgins.

## Nationalmannschaft
Durch seine Einbürgerung wurde Leandro Benegas im Oktober 2020 als Ersatz für den verletzten Juan Carlos Gaete ins Nationalteam Chiles berufen. Beim Qualifikationsspiel für die Fußball-Weltmeisterschaft 2022 in Katar gegen Kolumbien kam er allerdings nicht zum Einsatz.

## Erfolge
CF Universidad de Chile
- Chilenischer Meister: Clausura 2017
- Chilenischer Pokalsieger: 2015
- Chilenischer Supercup-Sieger: 2015